# 충촨구

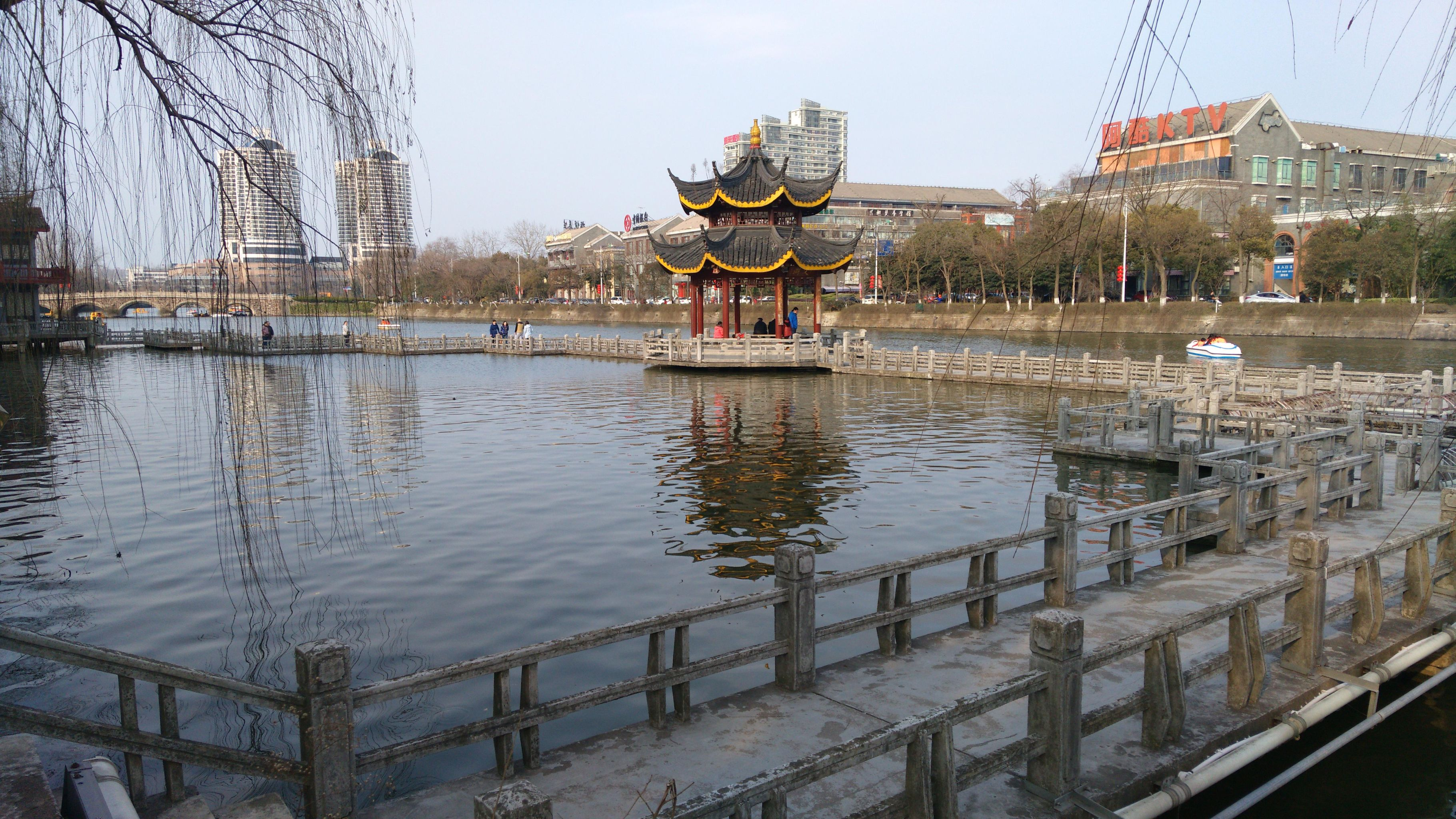

충촨구(한국어: 숭천구, 중국어: 崇川区, 병음: Chóngchuān Qū)는 중화인민공화국 장쑤성 난퉁 시의 행정구역이다. 넓이는 215km2이고, 인구는 2007년 기준으로 690,000명이다.

## 행정 구역
11개 가도, 3개 진을 관할한다.
- 가도: 城东街道, 和平桥街道, 任港街道, 新城桥街道, 虹桥街道, 学田街道, 钟秀街道, 文峰街道, 中兴街道，观音山街道办事处, 狼山街道办事处.
- 진: 新开镇, 竹行镇, 小海镇.